# New Brunswick (New Jersey)
New Brunswick je město v Middlesex County v New Jersey ve Spojených státech amerických. Má rozlohu 15,0 km² a přibližně 55 tisíc obyvatel.
Ve městě sídlí Rutgersova univerzita (hlavní kampus) a firma Johnson & Johnson.
Leží na řece Raritan. Je součástí megapole BosWash.

## Partnerská města
- Tsuruoka, Japonsko, od roku 1962
- Fukui, Japonsko, od roku 1984
- Limerick, Irsko, od roku 1999
- Debrecín, Maďarsko, od roku 1990